# Їжак алжирський
Алжирський їжак (Atelerix algirus) — вид ссавців з роду африканських їжаків Atelerix.

## Опис
Довжина тіла — 8-14 дюймів, вага — 400—1000 г. Голки забарвлені смугами в коричнево-шоколадний і кремовий колір, хутро на грудях і черевці біле.

## Поширення
Поширений у Алжирі, Франції, Лівії, Мальті, Марокко, Іспанії та Тунісі. Штучно поширений на Канарських островах і Мальті.

## Особливості біології
Це нічний наземний ссавець. Населяє різноманітні місцевості, включаючи напівпустелі, сухі середземноморські чагарники, луки, пасовища, оброблені поля та сади, часто поблизу людського житла. Оптимальним біотопом є відкриті простори з великою кількістю трав'янистої та чагарникової рослинності, таких як перелог або необроблені поля. Найчастіше він трапляється в посушливих районах. 
Репродуктивний період триває з квітня до кінця жовтня. Самиця народжує 1—4 дитинчат.
Живиться комахами, черв'яками, равликами, фруктами, падлом та іноді дрібними хребетними. 

## Охорона
Atelerix algirus охороняється в Європі і занесений до Додатку ІІ Бернської конвенції (охоронна категорія: вид підлягає особливій охороні), а також до Директиви Європейського Союзу 92/43/ЄС «Про збереження природних оселищ та видів природної фауни і флори» (Додаток IV. Види рослин і тварин, що становлять особливий інтерес для Європейського Союзу, які потребують суворих заходів охорони).